# Коршуновка (Омская область)
Коршуно́вка — село в Тюкалинском районе Омской области. Административный центр Коршуновского сельского поселения.

## История
В 1928 году деревня Нефёдово Озеро состояла из 74 хозяйств, основное население — русские. В административном отношении — в составе Ново-Михайловского сельсовета Тюкалинского района Омского округа Сибирского края.

## Население
| 1926 | 2010 |
| ---- | ---- |
| 427  | ↗453 |

## Улицы
| - ул. Гагарина, - ул. Заозёрная, - ул. Интернациональная, - ул. Ленина, - ул. Новая, | - ул. Первомайская, - ул. Северная, - ул. Советская, - ул. Школьная, - ул. Юбилейная. |